# 237 до н. е.

## Події
- провінція Римської імперії Корсика й Сардинія
- консул Луцій Корнелій Лентул Кавдін